# Apocephalus epicautus
Apocephalus epicautus är en tvåvingeart som beskrevs av Brown 2002. Apocephalus epicautus ingår i släktet Apocephalus och familjen puckelflugor. Inga underarter finns listade i Catalogue of Life.